# عبدالمتین (سیاستمدار)
عبدالمتین (زاده: ۱۳۳۷، هلمند - درگذشتهٔ ۱۵ عقرب (آبان) ۱۳۸۶ بغلان) سیاست‌مدار افغانستانی و نماینده مردم هلمند در دوره پانزدهم مجلس نمایندگان افغانستان است. وی در اثر یک حمله انتحاری در تاریخ ۱۵ عقرب/آبان ۱۳۸۶ در بغلان کشته شد.

## زندگی‌نامه
عبدالمتین متولد ۱۳۳۷ از ولایت هلمند افغانستان است. وی دارای مدرک تحصیلی ماستر/فوق لیسانس در رشته مهندسی از دانشگاه پلی تخنیک کابل است.

## دیگر فعالیت‌ها
- مهندس در وزارت داخله.[۱]
- رئیس مؤسسه BRO و شرکت ساختمانی قسیم.[۱]

## ترور
عبدالمتین هنگامی که همراه با هیئت اقتصادی پارلمان افغانستان به ریاست سید مصطفی کاظمی برای افتتاح شرکت دوباره بازسازی شدهٔ منطقه بغلان صنعتی به آن منطقه رفته بود، در یک حمله انتحاری کشته شد.